# Jeroen Slaghekke
Jeroen Slaghekke (Den Haag, 3 mei 1992) is een Nederlands autocoureur. Hij eindigde derde in de Nederlandse Suzuki Swift Cup in 2009 en werd in 2011 tweede in het Britse Formule Ford kampioenschap.

## Racecarrière

### Nederland
Jeroen begon zijn motorsportcarrière met karten in 2007 en deed mee in het Nederlands Kampioenschap RK-1. Slaghekke promoveerde vervolgens naar toerwagens in 2008. Hier kwam hij uit in de Nederlandse Suzuki Swift Cup voor het Coronel Junior Team, gerund door Tom Coronel.
In 2009 kwam Slaghekke voor een tweede jaar uit in de Nederlandse Suzuki Swift Cup met het Coronel Junior Team, waarin hij 3e finishte met 170 punten.

### Internationaal
Slaghekke sloot zich in 2010 aan bij het Jamun Racing Services team in het Britse Formule Ford kampioenschap in Groot-Brittannië. Hij behaalde een eerste succes in de klasse met een podium klassering op het circuit van Donington Park.
In 2011 keerde Slaghekke terug naar Engeland om voor een tweede jaar deel te nemen aan het Britse Formule Ford kampioenschap. Racend met een Mygale chassis voor het Britse Jamun Racing Services team won hij 4 races, pakte hij 21 podiumplaatsen, 8 pole positions en 7 snelste raceronden. Hij verbrak ook het Britse Formule Ford baanrecord op het Formule 1-circuit van Silverstone, en het National circuit van Silverstone.
In 2012 promoveerde Slaghekke naar de Formule Renault 2.0 NEC waarin hij uitkwam voor Van Amersfoort Racing. Slaghekke finishte als hoogst geklasseerde Nederlander als 4e in het kampioenschap met een overwinning op het Tsjechische circuit van Most en een tweede plaats in zijn thuisrace op Circuit Park Zandvoort.
In 2013 was Slaghekke testrijder tijdens raceweekends voor verscheidene teams tijdens raceweekends in het Amerikaanse U.S. F2000 National Championship. Ondanks redelijke resultaten slaagde Slaghekke er niet in om het seizoen uit te rijden.